# Schlacht am Berg Tabor
Shubrakit – Pyramiden – Salihiyya – Abukir I – al-Arisch – Jaffa – Akkon – Berg Tabor – Abukir II – Heliopolis – Alexandria I – Kairo – Alexandria II
Die Schlacht am Berg Tabor erfolgte während der Belagerung von Akkon im Rahmen von Napoleons Ägyptenfeldzug. Ein französisches Heer unter General Kléber besiegte osmanische Truppen unter Abdullah Pascha al-Azm, der aus Damaskus kommend den Entsatz von Akkon beabsichtigte.

## Verlauf
Als Napoleon erfuhr, dass eine osmanische Armee den Jordan überquert hatte, um den Verteidigern der belagerten Stadt Akkon zu Hilfe zu kommen, befahl er der 4000 Mann starken Division Kléber, sich dem Feind entgegenzustellen. In der Nacht vom 15. auf den 16. April 1799 griff Kléber die Armee des Paschas an. Der Angriff schlug jedoch fehl, denn die Truppen verloren sich in der Dunkelheit. Im Morgengrauen gingen die türkischen Truppen ihrerseits zum Angriff über. Mit insgesamt 35.000 Mann (25.000 Kavalleristen und 10.000 Infanteristen) verfügten sie zahlenmäßig über eine erdrückende Übermacht. In dieser Situation sah Kléber keinen anderen Ausweg, als mit seiner Infanterie ein Karree zu bilden.
Nach einigen Stunden, als den Franzosen schon die Munition ausging und ihre Niederlage unvermeidlich schien, griff Napoleon mit 4000 Soldaten der Division Bon vom Berg Tabor aus die osmanischen Truppen von hinten an, woraufhin diese in ein verheerendes Kreuzfeuer gerieten. Die osmanische Kavallerie wurde dezimiert und die Infanterie trat einen ungeordneten Rückzug an.
Nach Angaben von General Kléber beliefen sich die französischen Verluste auf zwei Tote und 60 Verwundete. Diese Angaben erscheinen fragwürdig, zumal sich Klébers 2000 Mann über Stunden einer zahlenmäßig großen Übermacht erwehren mussten. Ein französischer Teilnehmer der Schlacht berichtete, dass der Feind über 6.000 Mann verloren habe, die Franzosen hingegen kaum 200. Napoleon gab in seinen Memoiren später an, Kléber habe 250 bis 300 Tote und Verwundete gehabt, seine eigenen Kräfte drei bis vier. Für den Historiker Eric H. Cline sind diese Zahlenangaben französischer Verluste nachvollziehbarer, wenngleich wohl noch zu niedrig angesetzt.
Obwohl die Bewohner Akkons nun ihre Hoffnung auf Hilfe von außen aufgeben mussten, hielten sie der Belagerung weiterhin stand, und Napoleon musste sich Ende Mai 1799 erfolglos nach Ägypten zurückziehen, nachdem im französischen Lager die Beulenpest ausgebrochen war.